# Ніколає Каланча
Ніколає Каланча (рум. Nicolae Calancea, нар. 29 серпня 1986, Кишинів) — молдовський футболіст, воротар клубу КСУ (Крайова).
Виступав, зокрема, за клуб «Зімбру», а також національну збірну Молдови.

## Клубна кар'єра
Вихованець школи «Зімбру». У дорослому футболі дебютував 2004 року виступами за дублюючу команду, а з 2006 року почав виступати за основний склад кишинівського клубу. За короткий термін Каланча закріпився на посту головного голкіпера в «Зімбру», а також став капітаном команди. Влітку 2007 року вболівальники визнали його найкращим гравцем команди в сезоні 2006/07, а в кінці 2007 року він був названий воротарем року в Молдові.
У лютому 2008 року Каланча був відданий в оренду до 31 травня 2008 року (з можливістю подальшого укладення контракту на п'ять років) у клуб російської Прем'єр-ліги «Крила Рад» (Самара). На початку травня Каланча, який зіграв у «Крилах» тільки в 3 іграх дублюючого складу (пропустив 6 м'ячів), достроково покинув самарський клуб і повернувся в «Зімбру».
У лютому 2014 року відправився до Румунії, де грав за «Чахлеул» та «Волунтарі», а влітку 2016 року став гравцем клубу КСУ (Крайова). Станом на 20 травня 2018 року відіграв за місцевий клуб 55 матчів в національному чемпіонаті.

## Виступи за збірну
7 лютого 2007 року дебютував в офіційних іграх у складі національної збірної Молдови в товариському матчі проти збірної Румунії (0:2).

## Особисте життя
- Старший брат Ніколає, Валеріу Каланча[en], який виступає за Румунію — чемпіон світу і Європи з важкої атлетики[7][8].

## Досягнення
- Володар Кубка Молдови (2):

«Зімбру»: 2006-07
«Сфинтул Георге»: 2020-21
- Володар Кубка Румунії (1):

КС Університатя (Крайова): 2017-18
- Володар Суперкубка Молдови (1):

«Сфинтул Георге»: 2021